# Phalaris
|  | Per a altres significats, vegeu «Escaiola». |

Phalaris és un gènere de plantes de la família de les poàcies, ordre de les poals, subclasse de les commelínides, classe de les liliòpsides, divisió dels magnoliofitins.

## Taxonomia
- Phalaris angusta
- Phalaris aquatica = Phalaris tuberosa
- Phalaris arundinacea, utilitzada en forma de briquetes o pèl·lets com a combustible en calderes de biomassa.[1]
- Phalaris brachystachys
- Phalaris californica
- Phalaris canariensis emprada habitualment per donar menjar a ocells.
- Phalaris caroliniana
- Phalaris coerulescens
- Phalaris commutata
- Phalaris lemmonii
- Phalaris minor
- Phalaris paradoxa

## Sinònims
Baldingera P. Gaertn. i cols., 
Digraphis Trin., 
Endallex Raf., 
Phalaridantha St.-Lag., 
Phalaroides Wolf, 
Typhoides Moench.